# Werner Forner
Werner Forner (Bensberg, 10 settembre 1946) è un linguista e filologo tedesco specializzato nello studio delle lingue romanze.

## Biografia
Ha insegnato all'Università di Siegen presso la quale è poi diventato professore emerito.
Ha lavorato sui dialetti della zona delle Alpi Marittime, in particolare sul ligure alpino, spesso denominato brigasco in contrapposizione all'occitano parlato in zone attigue.. 
Oltre all'attività svolta in ambito universitario in questo campo Forner è parte del comitato scientifico della Cumpagnia d'i Ventemigliusi.

## Bibliografia

Werner Forner agli inizi degli anni Novanta